# Pierre Routhier
Pour les articles homonymes, voir Routhier.
Pierre Routhier, né le 15 juillet 1916 à Noisy-le-Sec et mort le 3 novembre 2008 à Saint-Dizier,, est un géologue français.

## Biographie
Normalien (S1937), agrégé de sciences naturelles (1941), il a notamment été président de la Société géologique de France (SGF) en 1964 et président de l'Union française des géologues de 1987 à 1989.
En 1959, il obtient le prix Jules-Gosselet de la SGF.

### Engagement politique
D'abord communiste dans les années 1960, il adhère ensuite au Front national (FN), dont il devient membre du conseil scientifique en 1990.

## Œuvres
- Étude géologique du versant occidental de la Nouvelle-Calédonie entre le col de Boghen et la pointe d'Arama, 1953
- Les Gisements métallifères, géologie et principes de recherches, 1963
- Essai critique sur les méthodes de la géologie : de l'objet à la genèse, 1969
- La Ceinture sud-ibérique à amas sulfurés dans sa partie espagnole médiane : tableau géologique et métallogénique, synthèse sur le type amas sulfurés volcano-sédimentaires , Bureau de Recherches Géologiques et Minières, 1978
- Où sont les métaux pour l'avenir ? : les provinces métalliques : essai de métallogénie globale,  Bureau de Recherches Géologiques et Minières, 1980  (ISBN 978-2715950092)
- Du fer gaulois à l'acier sans frontières : fer, fonte, acier : 3500 ans d'histoire Godefroy de Bouillon, 1996  (ISBN 978-2841910335)
- Pour flinguer Big Brother : bréviaire de la contre-révolution, Jean-Cyrille Godefroy , 2000  (ISBN 978-2841912483)
- Voyage au monde du métal. Inventions et aventures, Belin, 1999 Collection : Regards sur la science  (ISBN 978-2701124032)
- Des cailloux et des hommes : mémoires d'un géologue nationaliste, L'Aencre, 2008  (ISBN 978-2911202575)
- Avec ceux d'en bas Éditeur P. Routhier, 2006  (ISBN 978-2952601511)

## Distinction
Croix de guerre 39-45.
La routhierite est un minéral nommé en son honneur.